# 帕雲馬特魯山

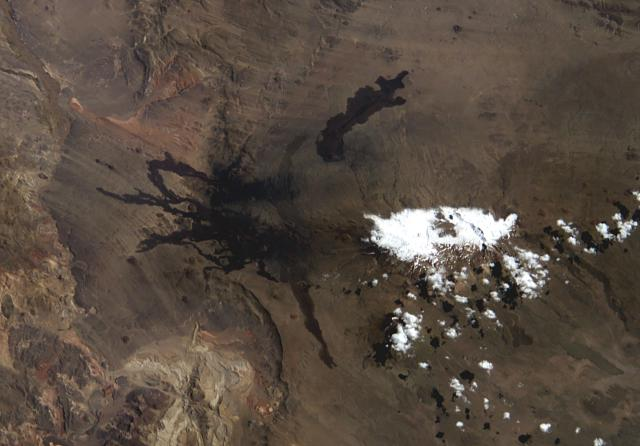

帕雲馬特魯山是阿根廷的火山，位於該國西部門多薩省，屬於安第斯山脈的一部分，山頂的破火山口長10公里、寬8公里，海拔高度3,680米。